# Fort Meade (Florida)
Fort Meade ist eine Stadt im Polk County im US-Bundesstaat Florida. Das U.S. Census Bureau hat bei der Volkszählung 2020 eine Einwohnerzahl von 5.100 ermittelt. Sie gehört zur Metropolitan Statistical Area Lakeland–Winter Haven.

## Geographie
Fort Meades geographische Koordinaten lauten 27° 45′ N, 81° 48′ W (27,751628, −81,796767). Fort Meade liegt etwa 30 km südwestlich von Legoland Florida in Winter Haven. Fort Meade liegt auf den Central Florida Highlands, die zur Atlantischen Küstenebene gehören. Die Gemarkung besteht aus Flachland und sanft rollenden Hügeln. U.S. Highway 17 führt in Nordsüdrichtung durch das Zentrum der Stadt und verbindet diese nordwärts mit Bartow (15 km entfernt) und südwärts mit Wauchula. Von Norden her führt auf derselben Route auch U.S. Highway 98 in die Stadt, biegt aber über die East Broadway Avenue nach Osten und führt nach Frostproof und zum U.S. Highway 27.
Nach den Angaben des United States Census Bureaus hat die City eine Gesamtfläche von 13,0 km2 wovon 12,9 km2 auf Land und 0,1 km2 (= 1,00 %) auf Gewässer entfallen. Der in Nord-Süd-Richtung fließende Peace River verläuft mäandrierend östlich der Stadt. Fort Meades Klima ist subtropisch (Klimaklassifikation nach Köppen und Geiger: Cfa).

## Geschichte
Fort Meade ist die älteste Stadt im Polk County und entstand während der Indianerkriege 1849 an der alten Militärstraße von Tampa (Fort Brooke) nach Fort Pierce. Der in den 1880er Jahren entstandene Central Business District lag an der Wire Street (heute Broadway), fiel aber insgesamt vier zerstörenden Bränden zum Opfer. Heute sind über 150 historische Gebäude als Denkmal eingestuft. 1886 wurde von der Florida Southern Railway eine Bahnstrecke von Lakeland über Fort Meade bis Punta Gorda erbaut, die 1892 in das Plant System integriert wurde. In den 1890er Jahren funktionierte in der Stadt mit der Fort Meade Street Railway eine Pferdebahn.
Das erste namentlich bekannte Begräbnis auf dem Evergreen Cemetery in der Stadt ist das von John I. Hooker (1821–1862). Fort Meades Christ Church (Episcopal) in 526 N. Oak Street wurde 1889 erbaut. Es ist ein traditioneller Holzrahmenbau mit neugotischen Elementen und wurde von J. H. Weddell entworfen. Ein Pfarrer namens C. E. Butler beging 1894 in der Kirche Suizid. Direkt neben der Kirche liegt das Rev. Wm James Reid House. Das im historischen Distrikt gelegene Haus wurde 1990 für den HBO-Spielfilm The Judgement mit Blythe Danner, Keith Carradine und Jack Warden genutzt.
Der spätere konföderierte General Stonewall Jackson war 1851 im hiesigen Fort stationiert. Im Sezessionskrieg wurde die Stadt 1864 durch Unionstruppen in Brand gesteckt, und fast alle ursprünglichen Bauten wurden dadurch zerstört.

## Demographie
Laut der Volkszählung 2010 verteilten sich die damaligen 5626 Einwohner auf 2626 Haushalte. Die Bevölkerungsdichte lag bei 436,1 Einw./km². 68,3 % der Bevölkerung bezeichneten sich als Weiße, 18,2 % als Afroamerikaner, 0,5 % als Indianer und 0,3 % als Asian Americans. 10,7 % gaben die Angehörigkeit zu einer anderen Ethnie und 1,9 % zu mehreren Ethnien an. 26,1 % der Bevölkerung bestand aus Hispanics oder Latinos.
Im Jahr 2010 lebten in 36,4 % aller Haushalte Kinder unter 18 Jahren sowie 37,8 % aller Haushalte Personen mit mindestens 65 Jahren. 73,3 % der Haushalte waren Familienhaushalte (bestehend aus verheirateten Paaren mit oder ohne Nachkommen bzw. einem Elternteil mit Nachkomme). Die durchschnittliche Größe eines Haushalts lag bei 2,76 Personen und die durchschnittliche Familiengröße bei 3,20 Personen.
28,7 % der Bevölkerung waren jünger als 20 Jahre, 23,5 % waren 20 bis 39 Jahre alt, 23,3 % waren 40 bis 59 Jahre alt und 24,5 % waren mindestens 60 Jahre alt. Das mittlere Alter betrug 38 Jahre. 49,3 % der Bevölkerung waren männlich und 50,7 % weiblich.
Das durchschnittliche Jahreseinkommen lag bei 44.694 $, dabei lebten 11,8 % der Bevölkerung unter der Armutsgrenze.
Im Jahr 2000 war Englisch die Muttersprache von 81,10 % der Bevölkerung und spanisch sprachen 18,90 %.

## Sehenswürdigkeiten
Die Christ Church, das Fort Meade Historic District und das W. Henry Lewis House sind im National Register of Historic Places gelistet.

## Bekannte Einwohner
- Andrew McCutchen, ein Spieler der Pittsburgh Pirates wurde in Fort Meade geboren und wuchs hier auf.[9]